# Trnava (stad in Slowakije)
Trnava (Duits: Tyrnau; Hongaars: Nagyszombat) is een stad in het westen van Slowakije en telt 62,806 inwoners. Ze is de hoofdstad en bestuurlijke centrum van de Regio Trnava en van het gelijknamige district. Trnava is sinds 1978 eveneens zetel van een aartsbisdom, waarmee Slowakije een zelfstandige kerkprovincie werd.

## Stadsnaam
De eerste vermeldingen van Trnava dateren uit de 13e eeuw, zoals 1211 Sumbot, 1240 Turnaw, 1271 Tirnauia Zomboth dicta. De Slowaakse naam komt van de rivier de Trnávka, ooit Trnava genoemd, wat "stromend door het doornengewas" betekende. De oude Hongaarse naam (Nagyszombat) verwijst naar de grote zaterdagmarkt die in de stad werd gehouden. (Nagy is ´groot´ en szombat betekent ´zaterdag´ in het Hongaars)

## Geschiedenis
Aartsbisschop Nicolas Oláh nodigde de jezuïeten uit naar Trnava te komen (1561) om er in het onderwijs te gaan werken. In 1566 opende een seminarie en in 1577 een eerste drukkerij en uitgeverij.
Trnava was sinds de 17e eeuw een centrum van de contrareformatie. Tussen 1635 en 1777 was er de universiteit van Trnava gevestigd, die door aartsbisschop Peter Pázmány was gesticht. De universiteit maakte van de stad aan het eind van de 18e eeuw het centrum van de Slowaakse intelligentsia. De eerste Slowaakse taalcodificering uit 1787 van Anton Bernolák is gebaseerd op het Slowaakse dialect van de regio Trnava.
Trnava heeft twee universiteiten: University of Trnava en de University of Ss. Cyril and Methodius. Aan het eind van de 18e eeuw werd  de aartsbisschopszetel naar Esztergom verplaatst. Hierdoor verloor Trnava aan betekenis, hoewel haar economische ontwikkeling een impuls kreeg door de bouw van de eerste spoorlijn in Hongarije. Deze spoorweg verbond de stad met Bratislava. De Adalbert-vereniging (Spolok svätého Vojtecha) werd in 1870 gevestigd en vormde met haar activiteiten een tegenwicht tegen de toenemende magyarisering (verhongaarsing). Desondanks verklaarden in 1910 van de 15 163 inwoners er zich 4593 Hongaar (30%). De Slowaken waren 8032 personen sterk (53%) en 2280 inwoners waren Duits (15%). Anno 2011 vormen de Slowaken met 56 291 personen 85% van de bevolking, 9 133 personen gaven geen nationaliteit op (14%). De Hongaren waren met 141 personen een zeer kleine minderheid in 2011.
Na de vorming van Tsjecho-Slowakije in 1918 gold Trnava als meest geïndustrialiseerde stad van Slowakije.

## Stadsdelen
Trnava is verdeeld in 6 stadsdelen, die 10 wijken tellen:
1. Trnava-stred, met de wijken Staré mesto en Špiglsál
2. Trnava-západ met de wijk Prednádražie,
3. Trnava-juh met de wijken Tulipán en Linčianska
4. Trnava-východ met de wijken Hlboká en Vozovka
5. Trnava-sever met de wijken Kopánka, Zátvor en Vodáren
6. Modranka

## Openbaar vervoer

### Trein
Het treinstation "Trnava" is gelegen aan de "Staničná ulica" (vertaling: "Stationsstraat").
Trnava is per trein rechtstreeks verbonden met verscheidene steden en gemeenten, onder meer: Leopoldov, Nové Mesto nad Váhom, Trenčín, Púchov, Žilina, Sereď, Kúty, Bratislava, enzovoort ...

### Autobus
Tegenover het treinstation, aan de kant van de Kollárova-straat, bevindt zich een autobushalte voor stedelijk en regionaal verkeer.

## Sport
Trnava is de thuishaven van FC Spartak Trnava, een voetbalclub uit de hoogste divisie van Slowakije dat zijn thuiswedstrijden speelt in het Štadión Antona Malatinského. Het complex biedt plaats aan maximaal 18.448 toeschouwers.

## Geboren
- Anton Malatinský (1920-1992), voetballer en voetbalcoach
- Kamil Kopúnek (1984), voetballer
- Dušan Radolský (1950), voetballer en voetbalcoach

## Afbeeldingen

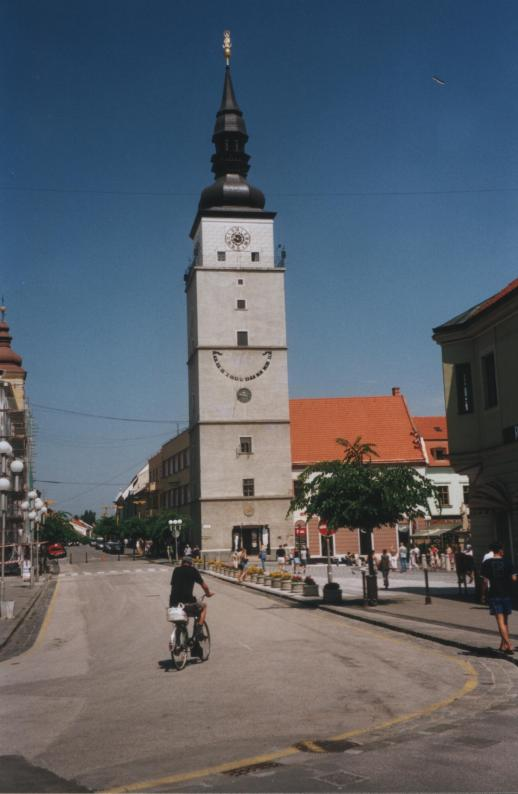
Trojičné námestie
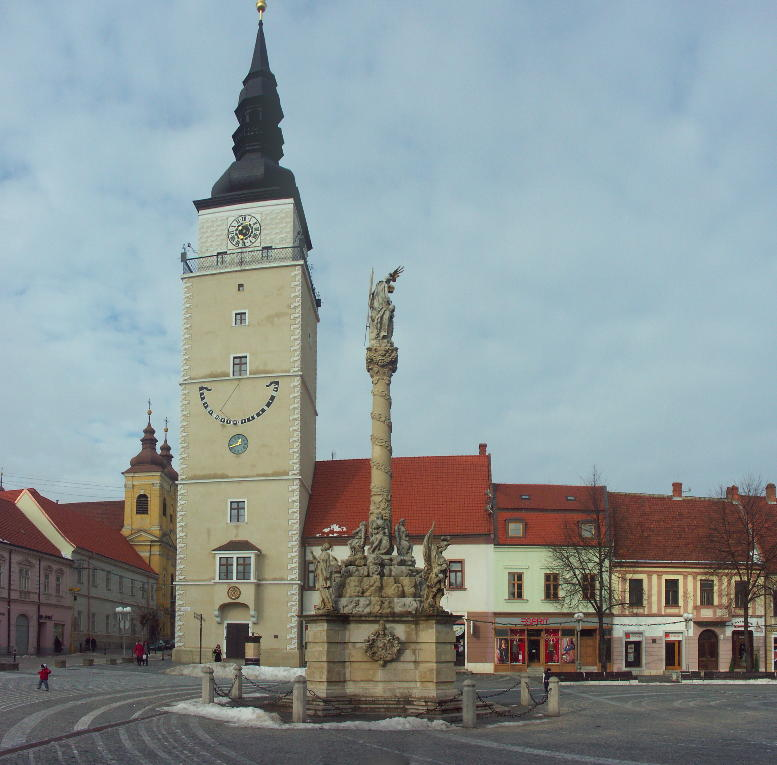
Stadstoren
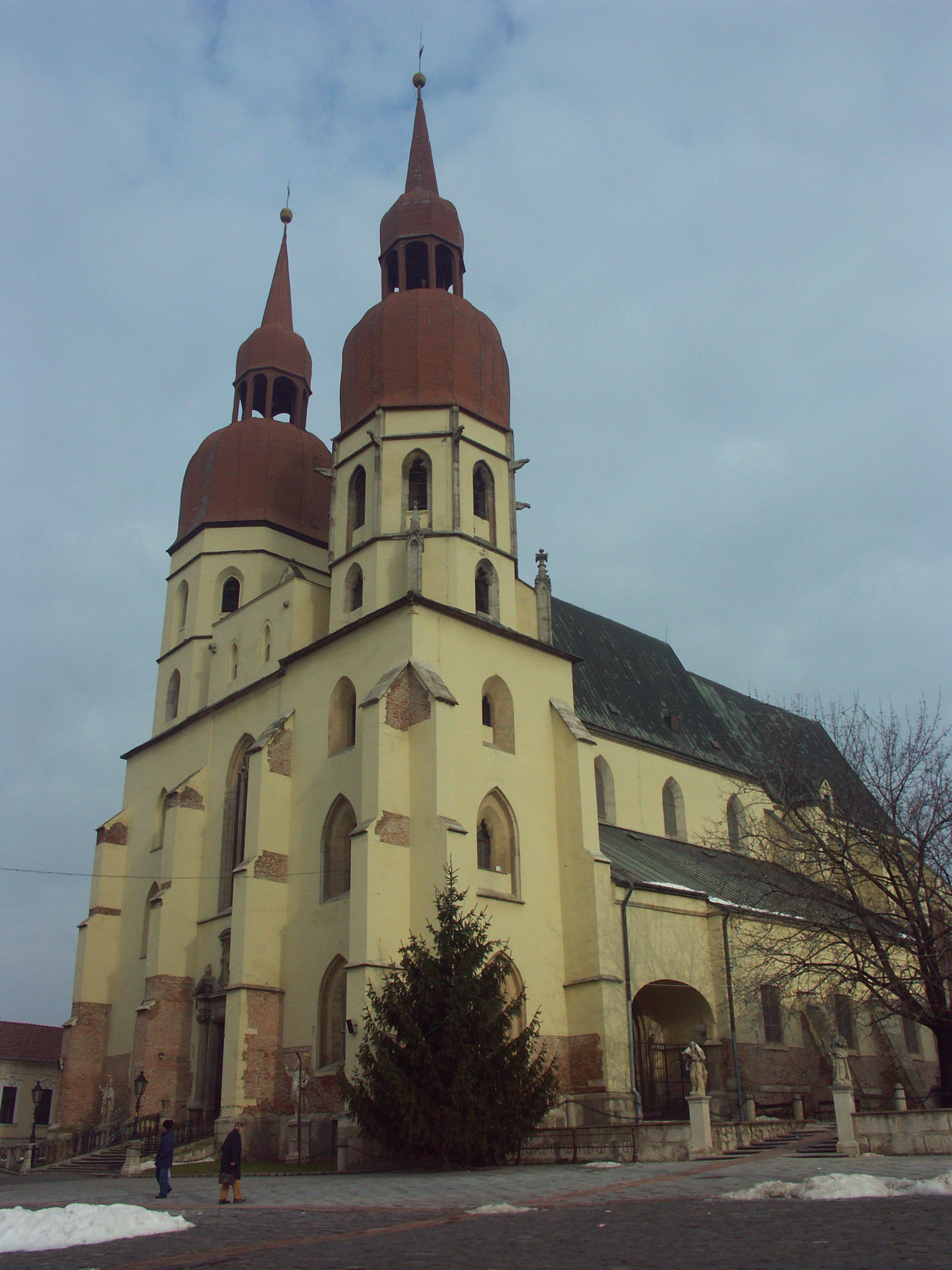
Gotische St. Nicolaaskerk
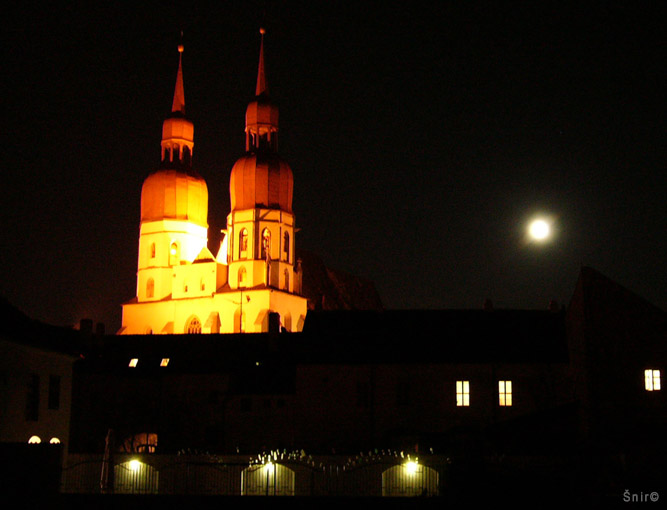
St. Nicolaaskerk bij nacht

Banská Bystrica · Bardejov · Bratislava · Humenné · Komárno · Košice · Levice · Liptovský Mikuláš · Martin · Michalovce · Nitra · Nové Zámky · Poprad · Považská Bystrica · Prešov · Prievidza · Ružomberok · Spišská Nová Ves · Trenčín · Trnava · Žilina · Zvolen